# Tumpok Barat
Tumpok Barat is een bestuurslaag in het regentschap Aceh Utara van de provincie Atjeh, Indonesië. Tumpok Barat telt 358 inwoners (volkstelling 2010).